# Pseudonereis noodti
Pseudonereis noodti är en ringmaskart som först beskrevs av Hartmann-Shcroeder 1962.  Pseudonereis noodti ingår i släktet Pseudonereis och familjen Nereididae. Inga underarter finns listade i Catalogue of Life.